# Cleopatra morente
La Cleopatra morente è un dipinto olio su tela (173×237 cm) del Guercino, datato 1648 circa e conservato a Palazzo Rosso dei Musei di Strada Nuova a Genova.

## Storia
Dai documenti antichi risulta un pagamento di 125 ducatoni (equivalente di 156 scudi) elargiti al pittore in data 24 marzo 1648 dal Monsignor Carlo Emanuele Durazzo di Genova per l'esecuzione di un dipinto avente questo soggetto. Dopo un primo passaggio nelle collezioni di due fratelli nipoti dell'abate, un secolo dopo la tela in questione è nelle proprietà della famiglia Brignole, dov'è segnalata nel 1756 e nel 1766 nella loro residenza del capoluogo ligure, finché non viene donata nel 1889 alla città di Genova dall'ultima rappresentante del casato, Maria Brignole-Sale duchessa di Galliera, trovando quindi esposizione dapprima nel Palazzo Bianco e poi in quello Rosso.
Un'altra opera di analogo soggetto, ma verosimilmente di qualità inferiore, risulta eseguita dal Guercino anche intorno al 1650, giacché l'8 marzo di quell'anno tal Girolamo Panesi, committente del dipinto, genovese residente a Roma, effettuò un pagamento in favore del pittore per 110 ducatoni (equivalente a 132 scudi).
La commessa della tela genovese appariva sin dal principio di notevole prestigio, tant'è che per la sua realizzazione il Guercino chiese un compenso mediamente più alto rispetto a ciò che percepiva per le sue opere ritraenti figure intere a grandezza naturale.
La tela nel 1822 venne rifoderata e credibilmente risalgono a questo intervento le due giunture laterali inserite per adattare il dipinto alle dimensioni della quadratura dipinta sulla parete su cui era stato collocato. Il restauro del 1991 ha rimosso la vernice ingiallita riportando il dipinto alla sua raffinata cromia originale.

## Descrizione
Il dipinto, seppur semplice nella costruzione della scena e nella cromia (in prevalenza dominano due colori, il bianco del letto e del corpo di Cleopatra e il porpora del tendaggio e del cuscino), appare sin dal principio monumentale e particolarmente raffinato, assumendo lo status di opera tra le più rilevanti del periodo tardo del pittore.
Cleopatra è ritratta con sensualità in posizione distesa, morente per il morso dell'aspide, dalla cui ferita fuoriescono due gocce di sangue (secondo la storia, infatti la regina preferì la sorte del suicidio anziché quella della sconfitta in battaglia). Fa da contorno un imponente drappo che dà teatralità a tutta la scena.